# المركبات الفضائية القابلة لإعادة الاستخدام

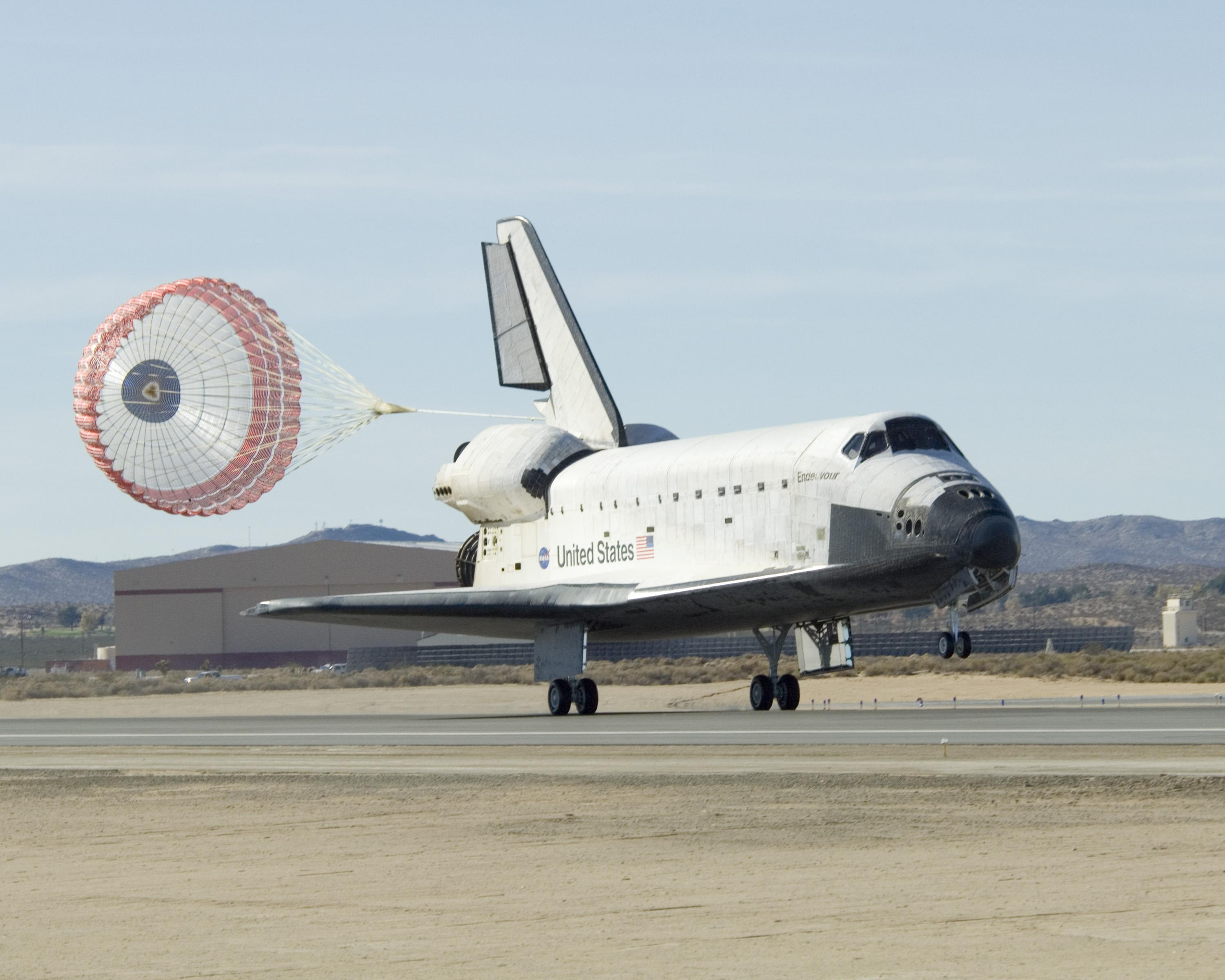
هبوط مكوك الفضاء إنديفور من مداره على متن رحلة STS-126 ، وهي رحلته الفضائية الثانية والعشرون.

المركبات الفضائية القابلة لإعادة الاستخدام هي مركبات فضائية قادرة على الإطلاق المتكرر، والعودة إلى الغلاف الجوي، والهبوط على الأرض أو سطح الماء. وهذا يختلف عن المركبات الفضائية للاستهلاك مرة واحدة، المُصممة للتخلص منها بعد الاستخدام. تهدف الوكالات التي تشغّل المركبات الفضائية القابلة لإعادة الاستخدام إلى خفض التكاليف وزيادة عدد رحلاتها. 
قد تكون المركبات الفضائية القابلة لإعادة الاستخدام مأهولة أو غير مأهولة، مدارية أو شبه مدارية. ومن الأمثلة على ذلك الطائرات الفضائية مثل مكوك الفضاء وبوينچ إكس-37بي ، وكبسولات الفضاء مثل سبيس إكس دراچون . وتُعد مركبة نيو شيبارد من بلو أوريجين مثالاً على المركبات الفضائية شبه المدارية.
كانت أول مركبة فضائية أُعيد استخدامها في المدار هي المركبة الفضائية السوفيتية VA ، وهي كبسولة كانت جزءًا من المركبة الفضائية الأكبر TKS. أُعيد إطلاق كبسولة VA التي أُطلقت عام ١٩٧٧م في عام ١٩٧٨م. 

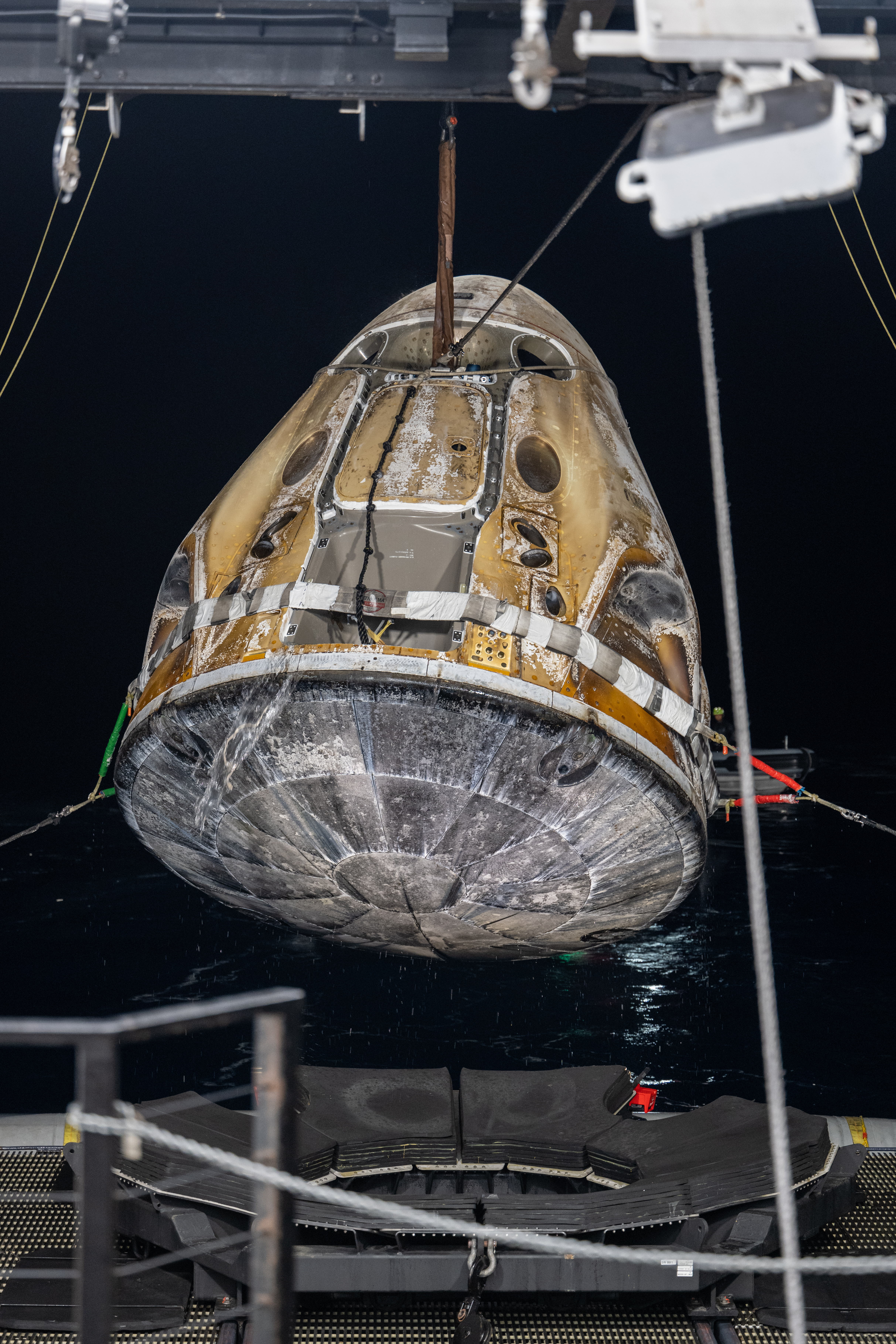
استعادة مركبة Crew Dragon بعد رحلتها الثانية.